# Agromyza hordei
Agromyza hordei este o specie de muște din genul Agromyza, familia Agromyzidae, descrisă de Spencer în anul 1961. Conform Catalogue of Life specia Agromyza hordei nu are subspecii cunoscute.